# Fayçal Hamdani
 (mars 2020).
Fayçal Hamdani est un footballeur international algérien né le 13 juillet 1970 à Boufarik dans la Blida. Il évoluait au poste de défenseur central.
Il compte 28 sélections en équipe nationale entre 1991 et 1999.

## Palmarès

### En Club
- Champion d'Algérie en 2002 et 2005 avec l'USM Alger.
- Vice-champion d'Algérie en 2001, 2004 et 2006 avec l'USM Alger.
- Vainqueur de la Coupe d'Algérie en 1997, 1999, 2001 et 2004 avec l'USM Alger.
- Finaliste de la Coupe d'Algérie en 2006 avec l'USM Alger.

### En sélection
- Médaillé d'argent aux Jeux Méditerranéens de 1993 à Languedoc-Roussillon